# Associazioni Cristiane Lavoratori Italiani
Le Associazioni Cristiane dei Lavoratori Italiani, più note con l'acronimo ACLI, sono un'associazione di promozione sociale italiana, fondata da Achille Grandi nel 1944.

## Storia

### Le radici
Le Acli sono una organizzazione che ha le sue radici in tre encicliche papali: la Rerum Novarum di Leone XIII (1891), un documento cardine della dottrina sociale; la Singulari Quadam di Pio X (1912) e la Quadragesimo Anno di Pio XI (1931). Questi documenti stabilivano la liceità per i lavoratori cattolici di aderire ai sindacati, purché accanto a essi ci fossero “altri sodalizi i quali si adoperassero con diligenza ad educare i loro soci sulla parte religiosa e morale” e a insegnare a essi come “comportarsi nel sindacato secondo il diritto naturale ed i principi della dottrina sociale cristiana”. Si tratta di encicliche che «suggerivano nella nuova realtà unitaria sindacale un'associazione formativa in campo religioso-morale per i lavoratori cattolici” e grazie alle quali “il respiro delle Acli risultò più ampio e impegnativo socialmente».
Le Acli, nell'idea del fondatore Achille Grandi, avevano l'obiettivo di curare la formazione religiosa, morale e sociale dei lavoratori cristiani, contribuendo a salvaguardare la specificità e il patrimonio ideale del cattolicesimo sociale all'interno del sindacato unitario. Nate per volontà della Chiesa cattolica italiana in seguito all'accordo tra le correnti cristiana, comunista e socialista che avevano sancito la nascita di un “patto di unità sindacale” (noto come “Patto di Roma”) il 3 giugno 1944, stabilendo la costituzione di un sindacato unitario, la Confederazione Generale Italiana del Lavoro.
Lo scopo era quello di rispondere all'esigenza di una organizzazione che potesse “formare solidamente nella dottrina sociale cristiana” i lavoratori cattolici.
Il 5 luglio 1944 furono scritte le norme relative alla costituzione e al funzionamento del movimento e viene approvato uno statuto provvisorio. La nascita ufficiale avvenne a Roma il 28 agosto 1944 al termine di un convegno svoltosi a Roma dal 26 al 28 agosto 1944 nel convento di Santa Maria Sopra Minerva. L'11 marzo 1945 Papa Pio XII ricevette in udienza ufficiale i vertici dell'associazione.

### I primi responsabili

I vertici della CGIL unitaria Oreste Lizzadri (PSI), Achille Grandi (DC) e Giuseppe Di Vittorio (PCI) nel 1945

Il primo presidente Achille Grandi lasciò le Acli per dedicarsi interamente all'impegno nella CGIL unitaria e fu sostituito da Ferdinando Storchi.
Il primo congresso nazionale si tenne a Roma dal 25 al 28 settembre 1946, approvò l'articolo 1 dello statuto, che definì le ACLI come “espressione della corrente cristiana in campo sindacale”. Lo statuto chiarì che le Acli «raggruppano coloro che, nell'applicazione della dottrina sociale del Cristianesimo secondo l'insegnamento della Chiesa, ravvisano il fondamento e la condizione di un rinnovato ordinamento sociale in cui sia assicurato secondo giustizia il riconoscimento dei diritti e la soddisfazione delle esigenze materiali e spirituali dei lavoratori».
La prima sede era in via Monte della Farina 64, di proprietà della Città del Vaticano. Le organizzazioni collaterali alle ACLI nascono:
- nel 1945 il Patronato ACLI, un servizio di assistenza sociale;
- nel 1951 l'ENAIP, per l'Istruzione Professionale;
- nel 1947 le ACLI Terra, per i contadini;
- nel 1963 l'Unione Sportiva ACLI, da Enars, Ente Nazionale Acli per la Ricreazione Sociale.

### I campi d'azione
Le Acli fanno subito sentire la loro presenza in molteplici campi. Svolgono, innanzitutto, un'opera di formazione e di educazione spirituale dei lavoratori, li formano e li preparano alla vita sindacale cercando soprattutto di orientare le masse cristiane verso una coscienza sindacale.
Fondamentale è l'opera di assistenza sociale, attraverso la quale l'associazione si occupa dei problemi concreti dei lavoratori anche e soprattutto grazie al Patronato, che è operativo a livello locale grazie a una nutritissima rete di addetti sociali volontari sparsi nelle più remote località italiane.
Inoltre, le Acli organizzano in brevissimo tempo cooperative, casse rurali, iniziative per l'assistenza tecnico-agricola, corsi di addestramento professionale.
Già nel 1947 le Acli contano circa 500 000 iscritti, presenti e organizzati in tutte le province italiane. Nascono le varie “specializzazioni”, a partire dal movimento femminile e da Gioventù Aclista, che riunisce i ragazzi iscritti alle Acli. Lo sforzo maggiore del movimento, in questo periodo, è, però, di far capire al mondo della Chiesa che tutta una serie di rivendicazioni del mondo operaio sono legittime e che, attraverso una politica interclassista è possibile una serena evoluzione democratica e non rivoluzionaria della società.

### Dopo il 14 luglio 1948 e la "Libera CGIL"
Dopo 14 luglio 1948, giorno dell'attentato al segretario nazionale del PCI Palmiro Togliatti, le Acli subiscono uno scossone politico perché la CGIL indice uno sciopero contro il Governo democristiano, addossando sull'esecutivo la responsabilità morale dell'accaduto.
Il 16 luglio 1948 i cattolici delle ACLI revocano lo sciopero e rompono l'unità sindacale esautorando la corrente sindacale cristiana presente nella CGIL unitaria.
Il 22 luglio 1948, a Roma, il consiglio nazionale delle Acli si riunisce alla presenza degli undici membri della corrente sindacale cristiana esprimendosi in maniera decisa contro lo sciopero.
Il 26 luglio questi 11 vengono espulsi dal sindacato; la motivazione fu che “i democristiani" si erano messi fuori dalla CGIL.
Di conseguenza i rappresentanti sindacali cattolici decidono il 15 settembre 1948, in occasione di un congresso straordinario delle ACLI, di dar vita alla Libera CGIL, un nuovo sindacato basato sui principi dell'indipendenza dai partiti politici e della interconfessionalità religiosa. Il nuovo sindacato è formato per la maggior parte dal gruppo dirigente delle ACLI e della Democrazia Cristiana.
Le ACLI, dopo queste scelte, modificano il loro statuto e si autodefiniscono “movimento sociale dei lavoratori cristiani”.
Vista la nuova situazione fu valutato lo scioglimento delle ACLI ma per iniziativa e pressione di Giovan Battista Montini, futuro papa Paolo VI, l'associazione continuò nel lavoro a difesa degli interessi del mondo dei lavoratori quale “corpo rappresentativo di tutti i lavoratori cristiani, guida e orientamento per la loro promozione”.

### Il movimento operaio cristiano
Il 5 agosto 1952 in un convegno di Perugia le ACLI, per voce del vice presidente Dino Penazzato, prendono atto che sono "di essere parte essenziale ed elemento costitutivo del movimento operaio".
Dino Penazzato prospetta l'associazione come un organismo complesso dalla molteplice natura: mutualistica, sindacale, cooperativa, educativo-culturale e lancia un'ampia piattaforma di riforme sociali per venire incontro alla esigenze della classe lavoratrice.
È merito di Penazzato se il 1º maggio 1955 festa del lavoro in tutto il mondo, viene riconosciuto dal Pontefice come la prima festa cristiana del lavoro e le Acli ottengono che la festa del lavoro coincida per sempre con la festività di “San Giuseppe artigiano”. I lavoratori delle Acli affolleranno così piazza San Pietro per festeggiare il decennale di vita dell'associazione e, nell'occasione, Penazzato pronuncia il cosiddetto “discorso delle tre fedeltà” davanti al papa Pio XII. Le Acli saranno fedeli:
- 1- alla Chiesa;
- 2- al mondo del lavoro;
- 3- alla democrazia[3]

Nel 2000 il presidente Luigi Bobba, enuncerà poi una quarta fedeltà delle Acli, quella al futuro.

### L'anticomunismo aclista
Le Acli proseguirono senza sosta nella loro elaborazione ideologica. Il V Congresso Nazionale si tiene dal 4 al 6 novembre 1955 a Bologna, con il titolo significativo: “Un grande movimento operaio cristiano, guida della classe lavoratrice. Forza sostitutiva del mito marxista”. 
Di fronte alla crisi del comunismo in Italia nel 1956, a seguito delle polemiche provocate dall'ingresso dei carri armati sovietici a Budapest, e all'emergere di fermenti autonomistici del Partito Socialista Italiano di Pietro Nenni rispetto all'alleanza con il PCI di Palmiro Togliatti, le Acli rafforzeranno la proposta di un “proprio” anticomunismo, basato sulla convinzione che il comunismo sarà sconfitto unicamente da una grande politica economica e sociale, realizzabile soltanto nella democrazia. Negli anni successivi si svilupperà, all'interno dell'associazione, una riflessione sulla necessità di una partecipazione dei lavoratori alla vita dell'azienda e un più incisivo impegno aclista nella CISL, il sindacato che, il 30 aprile 1950, era sorto dalla fusione di "Libera Cgil" e la "Fil", Federazione Italiana del lavoro.

### Il rapporto ACLI e DC anni sessanta
Le Acli guidate da Dino Penazzato guardavano sempre con maggiore attenzione verso sinistra e spesso prendono posizioni costruttive ma comunque critiche nei confronti dei diversi Governi presieduti da esponenti democristiani, a cui le Acli erano e restavano comunque legati a filo doppio. Il presidente Penazzato fu spinto a dimettersi nell'aprile del 1960 ad appena quattro mesi dalla rielezione alla presidenza nazionale per richiesta esplicita della CEI, Conferenza Episcopale Italiana. La CEI chiese che le Acli confermassero il proprio legame all'azione politica e di governo del Paese della Democrazia Cristiana perché creava scandalo nella Chiesa e nella società che le Acli analizzassero senza pregiudizi le trasformazioni del comunismo italiano, auspicando un confronto quotidiano con tutti i lavoratori e non solo con quelli di estrazione cattolica.

### Il periodo di Livio Labor
Dopo la breve presidenza di Ugo Piazzi, nel 1961 viene eletto presidente nazionale Livio Labor al congresso nazionale di Bari (dall'8 al 10 dicembre). Labor imprime alle Acli una svolta chiaramente progressista se confrontata a quella dei precedenti anni, nei quali non erano riuscite a prendere posizione contro il governo Tambroni, appoggiato dai neofascisti del Movimento Sociale Italiano.
«Eredi della tradizione cattolico-sociale, - scrive ancora la Maraviglia - le Acli di Labor prefigurano uno scenario di grande riformismo sociale, a cui dovrebbero collaborare anche DC e Cisl e che pone al primo posto la pianificazione democratica, insieme all'ordinamento regionale e allo sviluppo della scuola italiana». Le tesi di Labor suscitano grande interesse nella società italiana e al congresso nazionale che si tiene a Roma del dicembre 1963 interviene anche Aldo Moro, da poco presidente del primo governo di centro-sinistra della storia italiana. 
Al X Congresso nazionale delle Acli, tra il 3 e il 6 novembre 1966, si giunge addirittura ad una contestazione del segretario democristiano Mariano Rumor, il cui intervento viene fischiato da ampi settori della platea.
Le Acli sono, inoltre, tra i primi a sostenere l'unità sindacale, come strumento efficace di sostegno al movimento operaio. In questi anni si sviluppa particolarmente l'Enaip, ente per la formazione degli adulti e nascono l'Unacca, unione nazionale Acli consorzi cooperative agricole e l'Acli-Casa, che si occupa di cooperazione edilizia.

### L'ipotesi "socialista"
Con le lotte dell'autunno caldo del 1969 si rafforzò nell'Associazione una sensibilità anticapitalistica e classista, mentre si intensifica l'attenzione per il marxismo come metodo privilegiato di interpretazione della realtà sociale. L'associazione comincia, inoltre, a dare un'ampia attenzione alle sollecitazioni che provengono dall'interno del movimento cattolico in seguito alle grandi trasformazioni decise nel corso del Concilio Vaticano II. Le Acli si sforzano, così, di conservare un equilibrio tra la propria appartenenza ecclesiale e l'appartenenza al movimento operaio, ma, sul finire degli anni sessanta, l'asse delle Acli si sbilancia decisamente sul versante del mondo del lavoro. È il periodo in cui l'Italia subisce una vera e propria rivoluzione culturale, un terremoto che ha il proprio epicentro nel mondo studentesco e sindacale e che dà vita a un nuovo impegno diretto di solidarietà e di condivisione con gli ultimi da parte di ampi strati della società. Le Acli diventano luogo di incontro di tante forze giovanili, che però non hanno affatto una robusta formazione cristiana. Sono energie nuove, che puntano decisamente a portare il movimento sulle loro posizioni e questo crea sconcerto nella base, fino a produrre una lacerazione che sarà dolorosissima per il movimento e non solo per esso.
Si svolge a Torino, dal 19 al 22 giugno 1969, il congresso nazionale, che verrà definito “storico”. Le Acli si esprimono, infatti, in maniera decisa per la fine del "collateralismo" con la Democrazia Cristiana e fanno passare il principio che il voto degli aclisti deve essere libero. La scelta dei congressisti, che rivendicano una piena autonomia dalla DC, prima di allora identificato semplicemente come “il partito dei lavoratori cristiani”, crea un vero e proprio terremoto nel mondo cattolico. Le Acli attirerano su di sé gli strali di ampi settori della CEI e della Santa Sede. Labor ottiene al congresso oltre il novanta percento dei consensi, ma poco dopo lascia la guida dell'associazione per seguire lo sviluppo di una sua nuova creatura, l'Acpol, Associazione di Cultura Politica, costituita nel marzo del 1969, che mira a tenere insieme in un'unica casa di pensiero cattolici e laici che guardano verso sinistra per promuovere un'alternativa al comunismo. Da questa esperienza nascerà, pochi mesi dopo, il Movimento Politico dei Lavoratori, MPL.

### La deplorazione di Paolo VI
Il 6 marzo 1970 il presidente della Conferenza Episcopale, cardinale Antonio Poma, chiese alle Acli (alla guida delle quali era stato intanto eletto un dirigente trentacinquenne, Emilio Gabaglio), un chiarimento in merito alla comunione ecclesiale del movimento, esprimendo “perplessità e turbamento” per l'uso di “linguaggi inconciliabili con la visione cristiana”.
Si apre così uno scontro tra la Cei e le Acli, che durerà diversi mesi. Venne creata una commissione per affrontare la questione, composta da Emilio Gabaglio, Geo Brenna e Maria Fortunato, per le Acli e per la Cei sarà composta da un gruppo di vescovi e religiosi, oltre che dall'assistente spirituale delle Acli, monsignor Cesare Pagani. I colloqui si fermarono bruscamente subito dopo il 18º incontro nazionale di studi delle Acli che si tenne a Vallombrosa dal 27 al 30 agosto 1970, sul tema “Movimento operaio, capitalismo, democrazia”.
Nel corso dell'incontro di studi il presidente nazionale delle Acli Gabaglio lancia quella che sarà ricordata come la ipotesi socialista delle Acli, che ottenne una grande eco sulla stampa italiana. Gabaglio lanciò alcuni punti di riferimento precisi sui quali orientare e sviluppare l'impegno delle Acli: «Una irreversibile scelta anticapitalistica e quindi il nostro essere forza del cambiamento; la necessità di approfondire la ricerca verso un futuro diverso per l'uomo, senza escludere l'ipotesi autenticamente socialista.» Le Acli, in pratica, rifiutavano sia il marxismo sia la costruzione di una società capitalistica e scelgono di impegnarsi per una società che favorisca «il massimo soddisfacimento dei bisogni sociali, la piena realizzazione dell'uomo nel lavoro, nella liberazione integrale dell'uomo».
Sulla presa di posizione aclista si esprime il Consiglio Permanente della Cei, che emana un duro comunicato contro le Acli nel maggio 1971. L'assistente spirituale monsignor Pagani prende le distanze dalla scelta del movimento e la rottura finale tra Acli e Vaticano giunge il 19 giugno 1971, quando Paolo VI, noto anche come il Papa delle Acli deplorò il nuovo orientamento che “con le sue discutibili e pericolose implicazioni dottrinali e sociali” le ha condotte fuori “dall'ambito delle associazioni per le quali la gerarchia accorda il consenso”. La deplorazione sarà conosciuta, nel corso degli anni, con vari nomi, come: sconfessione, deplorazione, scomunica. Le parole del Papa portarono all'immediato ritiro degli assistenti ecclesiastici dell'associazione, che da “soggetto” diviene “oggetto” di apostolato, oltre al taglio del cospicuo finanziamento annuale offerto al movimento e alla perdita della sede nazionale di via Monte Farina. Quando sarà ormai troppo tardi Gabaglio farà la sua autocritica e a essa si accompagneranno alcune dolorose estromissioni. Le Acli si ridefiniscono, si lacerano, si riprogettano.

### Il fallimento del MPL di Labor
Intanto, a latere di quello che stava succedendo all'interno delle Acli, Livio Labor, che non voleva assolutamente trascinare l'associazione in scelte del tutto personali, preparò l'Acpol a diventare Mpl per scendere nell'agone politico. Labor sperava di avere dalla sua parte molti esponenti cattolici, la corrente della sinistra DC di Forze Nuove guidata dal ministro del Lavoro Carlo Donat-Cattin, la minoranza interna della Cisl, diversi deputati della sinistra socialista a cominciare da Riccardo Lombardi. Alla fine, la maggior parte delle persone sulle quali Labor aveva puntato si tirano indietro e lo lasciano praticamente solo nella nuova avventura, che parte, così, sotto pessimi auspici. Lavorerà in vista delle elezioni politiche che dovevano svolgersi nel 1973, invece si andrà a votare un anno prima per far slittare il referendum su divorzio e il risultato elettorale dell'Mpl sarà disastroso, solo circa 100 000 voti.

### "Libere ACLI" , MoCLI , FederACL e la nascita del MCL
Nelle Acli, le correnti interne che non avevano gradito la svolta a sinistra abbandonano l'associazione. Il primo Circolo Acli a lasciare l'Associazione di cui si ha notizia fu quello di Avesa nel Comune di Verona su spinta del prof. Gaetano Peretti. La prima separazione strutturata dalle Acli avvenne il 7 febbraio 1971 a Milano. Nascono le "Libere Acli" la cui linea culturale fu incentrata sulla nuova ideologia cristiana non liberista e non marxista del prof. Tommaso Demaria. Nel maggio 1971 la minoranza con le Libere Acli controllò 15 provincie per una stima di circa 150.000 tra iscritti ed aderenti ai servizi ACLI. Carlo Borrini ne divenne presidente il 12 maggio 1971. Successivamente a Roma il 1º novembre 1971 si costituisce il "Movimento Cristiano dei Lavoratori Italiani" (MoCLI) , con presidente ancora Carlo Borrini. Il MoCLI si tenne distinto dalle Libere Acli in quanto queste ultime furono oggetto di numerose cause legali. Infine l'8 dicembre 1971 a Roma sono fondate le "FederACLI" con a capo gli onorevoli Giovanni Bersani e Michelangelo Dall'Armellina,  la più organizzata delle tre scissioni. Cambiarono denominazione dal giugno 1972 in FederACL. Prima delle scissioni le Acli contavano oltre 700 000 iscritti e altri 300 000 iscritti ai servizi sociali collaterali. Le tre nuove formazioni Libere Acli , MoCLI e FederACL contarono 250 000 iscritti. Alle Acli non rinnovarono l'iscrizione altri 180 000 soci. MoCLI e FederACL si uniranno a Roma l'8 dicembre 1972 per costituire il Movimento Cristiano Lavoratori o MCL, resteranno comunque delusi dal comportamento della Chiesa e furono costrette a prendere atto del fatto che la gerarchia, una volta scisse le sue responsabilità, non aveva più intenzione di farsi coinvolgere direttamente e di offrire coperture. La decisione dell'episcopato di creare gruppi di sacerdoti addetti alla pastorale nel mondo del lavoro, ma non legati a nessuna associazione, ne è una riprova eloquente.
Nelle Acli nascono tre correnti: il presidente nazionale Emilio Gabaglio guidò quella fedele alle scelte dell'associazione compiute a Torino e a Vallombrosa, dal nome “Autonomia e unità nelle Acli”; Vittorio Pozzar divenne leader di “Iniziativa di base per l'unità delle Acli”, che guarda con estrema scontentezza ai passaggi politici effettuati negli ultimi mesi, mentre Geo Brenna capeggiava “Autonomia delle Acli per l'unità della classe operaia”, cioè la “sinistra interna”. Le tre correnti rappresenteranno in modo pieno, così, i diversi orientamenti culturali e politici presenti nell'associazione negli anni a venire.

### Le scelte di Gabaglio
Il XII congresso nazionale delle Acli, che si tenne a Cagliari dal 13 al 16 aprile 1972 cercò di rimettere al proprio posto le cose. Gabaglio venne riconfermato presidente e l'assemblea congressuale modificherà i primi due articoli dello statuto. Il primo prevedeva che: «Le Acli fondano sul Messaggio evangelico e sull'insegnamento della Chiesa la loro azione per la promozione della classe lavoratrice ed organizzano i lavoratori cristiani che intendono contribuire alla costruzione di una nuova società in cui sia assicurato, secondo giustizia, lo sviluppo integrale dell'uomo». Gli strumenti principali dell'azione aclista furono:
- la formazione che «avrà come obiettivo la crescita globale dei lavoratori secondo la concezione cristiana dell'uomo e della storia»;
- l'azione sociale che «investe tutti i momenti della condizione dei lavoratori e tende alla trasformazione dell'attuale società»;
- l'organizzazione dei servizi.

Nelle Acli, intanto, venne a crearsi una nuova maggioranza che puntò a un recupero della propria immagine sia ecclesiale sia politica. Il processo passò per la sostituzione di Gabaglio con Marino Carboni, che riallacciò i rapporti con DC e Conferenza Episcopale Italiana, rendendo le Acli più “neutre”. Carboni viene considerato il “presidente del salvataggio delle Acli” e la sua morte prematura, il 28 settembre 1976, suscitò una enorme emozione in tutti i livelli dell'associazione.

### Il referendum sul divorzio e le elezioni 1975
Nel 1974 si votò per il referendum sul divorzio e le Acli diedero il “voto libero” agli iscritti, mentre sinistra interna e Gioventù Aclista si espressero in maniera netta per il “no” e quindi per il mantenimento della legge.
Le elezioni regionali del 15 giugno 1975, con il deludente risultato della DC e una grande avanzata del PCI - votato anche da moltissimi cattolici - spinsero le Acli a un impegno per la valorizzazione del pluralismo delle scelte politiche in ambito cattolico. Carboni si dimise per candidarsi alle elezioni e Domenico Rosati diventò il nuovo presidente dell'associazione.
Con Rosati, finalmente un presidente unitario, le Acli ripresero il ruolo educativo e la propria forza sociale nel Paese e al congresso nazionale di Bologna nel 1978 misero al centro della propria azione i temi della pace, del disarmo, della casa, della salute, del lavoro, dell'occupazione. Anche Gioventù Aclista, che era diventato quasi un corpo estraneo per le sue prese di posizione eccessivamente tendenti a sinistra, venne recuperata all'associazione.
Nel 1976, intanto, l'Ufficio Cei per i problemi sociali assegnò un nuovo assistente spirituale alle Acli, nella persona di padre Pio Parisi. La presidenza di Rosati ebbe il grande merito di rilanciare il movimento, di favorire l'allargamento del sistema relazioni delle politiche per la costruzione di una «più larga intesa tra le forze democratiche e popolari» e di ribadire «la centralità della società civile come elemento di rigenerazione della politica” al di là del dominio dei partiti». Rosati capì che riaccreditare le Acli agli occhi dell'opinione pubblica cattolica e della Chiesa non sarebbe stato facile e per questo usò presentarsi come presidente di un “problema”, più che di un movimento.
Il 31 marzo 1979, in occasione di una adunata di Comunione e Liberazione presso San Pietro, venne rinnovato l'appello a avviare una raccolta firme per un referendum abrogativo della legge 194, da contrapporre a quello che tempo prima era stato chiesto dal Partito radicale. Le ACLI espressero scetticismo per il referendum, temendi un vuoto legislativo.

### Acli come "movimento della società civile"
Al congresso nazionale di Bari del dicembre 1981 arrivò anche un messaggio di Giovanni Paolo II, che segnò il definitivo riavvicinamento alla Chiesa cattolica delle Acli, che ormai si definiscono “un movimento della società civile per la riforma della politica” che si muove lungo le direttrici della pace, della pianificazione globale, della diffusione dei poteri. Questo nuovo rapporto con la Chiesa si rinsaldò definitivamente nel 1983 quando il Pontefice concedette un'udienza privata a Gioventù Aclista. Il 1983 è anche l'anno della marcia Palermo-Ginevra, organizzata dalle Acli in piena fase di riarmo dei missili a Comiso, che rimane, ancora oggi, una delle manifestazioni più importanti del pacifismo italiano.
Domenico Rosati ebbe il merito di portare una ventata di aria nuova nelle Acli, di mettere in campo una politica atta a rivitalizzare i circoli e coinvolgere i servizi delle Acli nella vita dell'associazione, in anni difficili in cui l'Italia è martoriata dalla piaga del terrorismo. A quel tempo si era ristretti i rapporti con la politica, anche se le Acli chiariranno che la propria autonomia ormai era certa e non più modificabile.
Il XV congresso nazionale fu il “congresso di pacificazione”, secondo la tesi di Flaminio Piccoli, segretario della DC il quale affermò che si era ritrovato un equilibrio di "reciproche ed irreversibili autonomie". Nasce proprio a Bari l'idea di stringere una specie di "convenzione di soggetti sociali come articolazione del movimento della società civile". Il XVI congresso, a Roma dal 24 al 27 gennaio 1985 vide un'ampia partecipazione di interlocutori politici, sindacali, sociali e culturali, a testimonianza di un ritrovato credito esterno e servì anche all'associazione per acquisire la coscienza di essere diventata un movimento che non aveva nessuna intenzione di sottostare alle logiche dei partiti e agli egoismi sociali. Temi centrali del congresso furono la pace, il lavoro e la democrazia.

### Acli come "lobby democratica e popolare"
Domenico Rosati lasciò la presidenza delle Acli nel 1987 per candidarsi nelle file della Democrazia Cristiana al Parlamento e il suo posto viene preso da Giovanni Bianchi, che lanciò una nuova fase costituente nella società e nella politica. Le Acli, secondo Bianchi sono una “lobby democratica e popolare”, caratterizzata da un forte impulso per la riforma del sistema politico, l'impegno per la crescita dell'autonomia del società civile, l'approfondimento della dimensione ecclesiale.
Bianchi, insieme con insigni esponenti di altre realtà della società civile, propose dei “forum” per rilanciare il ruolo del cattolicesimo sociale e democratico. In questi anni, grazie alla collaborazione di molteplici realtà dell'associazionismo italiano nascono i cosiddetti “cartelli” impegnati in campagne come “Contro i mercanti di morte” che si oppone alla vendita delle armi a Paesi del terzo mondo in costante stato di guerra ed “Educare non punire” per protestare contro la previsione dell'arresto per i tossicodipendenti contenuta nella legge Jervolino-Vassalli.

### Il dopo 1989
Dal 4 all'8 dicembre 1991, si svolge a Roma XVII Congresso Nazionale ma, dopo la caduta dei regimi comunisti dell'Est, le Acli in quanto tali non sono più capaci di fare notizia per sé stesse come testimoniano le celebrazioni per il cinquantenario, che hanno il Papa e la cantante Giorgia – invitata a festeggiare l'avvenimento – come protagonisti, mentre non sembra destare profondo interesse il cammino di rifondazione che le Acli hanno intrapreso». In questi anni le Acli dimostrano una forte apertura nei confronti dei temi della mondialità: l'economia “giusta”, l'ecologia, la giustizia sociale, la partecipazione democratica in tutti i Paesi del mondo. Le Acli si impegnano in battaglie a difesa degli immigrati e a favore di una seria cooperazione allo sviluppo, esprimendo l'aspirazione di larghi strati della popolazione italiana a concorrere alla costruzione di un mondo più equilibrato e più giusto. Riguardo all'Italia, le Acli proseguono la loro elaborazione progettuale proponendo iniziative a difesa dei lavoratori e delle fasce più povere della popolazione.

### La svolta di Chianciano
Nel 1993 Bianchi convoca un congresso straordinario, stavolta a Chianciano, intitolandolo “È già domani: con le Acli organizziamo la solidarietà”. Bianchi chiede alle Acli di dar vita a una “rifondazione aclista” e di diventare “protagonista del terzo settore”. Bianchi ricorre all'immagine biblica del primo “esodo”, di Abramo per lanciare una nuova fase costituente ricordando le varie rifondazioni della storia aclista: da “corrente sindacale cristiana” a “componente cristiana del movimento operaio”, fino ad associazione della società civile e protagonista del terzo settore. È il periodo in cui Tangentopoli scardina il potere politico alla guida del Paese da cinquant'anni e ben ventitré aclisti accettano la sfida delle elezioni al nuovo Parlamento candidandosi alle elezioni. Bianchi è tra questi e lascia la presidenza; il suo posto alla guida delle Acli viene preso da Franco Passuello.
A metà anni novanta viene integralmente riscritto il patto associativo delle Acli, si rafforzano le iniziative per favorire la ripresa di una “vita cristiana” all'interno dell'associazione, viene dato un maggior riconoscimento alle politiche interne rivolte ai giovani e alla famiglia, e inoltre ai temi della solidarietà, della partecipazione democratica, della partecipazione del movimento al terzo settore. Il primo maggio 1995 si festeggiano in piazza San Pietro a Roma i cinquant'anni di vita delle Acli con una messa celebrata dal cardinale Camillo Ruini, presidente della Cei, il quale sottolinea il proprio apprezzamento per la triplice fedeltà delle Acli enunciata da Penazzato quarant'anni prima e le esorta a «elaborare una nuova cultura del lavoro, attenta alle esigenze integrali dell'uomo e rispettosa dei diritti delle persone, solidale verso i piccoli e i deboli». Il discorso di Ruini viene considerato uno dei più importanti tra quelli rivolti dalla Chiesa all'associazione: «Solo il Vangelo fa nuove le Acli – prosegue il cardinale - La rifondazione della vostra associazione non può non essere affidata soprattutto alla capacità di mettere al centro la fede nel Dio rivelato in Cristo, dandone testimonianza chiara e trasparente. È necessario a tal fine recuperare l'impegno per la formazione: uno degli elementi che ha costituito, sin dagli inizi, la vera forza delle Acli».

### Il XX Congresso
Dal 28 al 31 marzo 1996 si tiene il XX Congresso Nazionale a Napoli, dove si approva il nuovo patto associativo e per la prima volta il presidente è eletto in maniera diretta dai delegati. Il nuovo patto ridefinisce i valori condivisi, impegna l'associazione a coordinare meglio le proprie attività e a integrare i servizi. Le Acli diventano, secondo una nuova definizione, “solidarietà… in movimento”, nel tentativo di essere espressione di tutte quelle esigenze della gente che i partiti non riescono a rappresentare: nascono così anche nuovi slogan che restano impressi nella memoria degli aclisti come “organizziamo la solidarietà”. Punti fondamentali del rinnovamento aclista sono la vita cristiana e la vocazione educativa; la centralità e cura di ogni persona nell'associazione; la valorizzazione della soggettività maschile e femminile; il riconoscimento e la promozione del ruolo dei giovani e delle famiglie nella vita dell'associazione; il valore della solidarietà e della partecipazione democratica; i diritti della persona che lavora; la collocazione delle Acli nel terzo settore; una riforma organizzativa; un orizzonte internazionale.
Il 31 ottobre 1996, le Acli e la Cisl firmano una storica intesa per promuovere una nuova alleanza tra i soggetti del lavoro, al fine di rilanciare l'unità sindacale e proporre l'unità del terzo settore. A siglare l'accordo, che pone fine a decenni di incomprensioni tra Acli e Cisl, che troppo spesso si sono pestati i piedi negli ultimi cinquant'anni, sono i capi delle due organizzazioni, Franco Passuello e Sergio D'Antoni. Sotto la presidenza Passuello le Acli rafforzano il proprio ruolo all'interno del terzo settore italiano e il 9 luglio 1997 nasce ufficialmente il Forum del Terzo Settore. Negli stessi anni le Acli promuovono anche la costituzione di Banca Etica, Aster-X, Transfair, coordinamenti che si occupano di promozione delle politiche sociale e della tutela dei più deboli. Il 1997 è anche l'anno di nascita della Federazione Acli Internazionali, che riunisce le sedi Acli presenti in sedici Stati in tutto il mondo, dall'Australia al Canada, dal Brasile al Regno Unito.

### Le ACLI fedeli
Passuello lascia le Acli il 12 novembre 1998 per diventare, su invito del segretario nazionale Walter Veltroni, dirigente organizzativo del Partito Democratico della Sinistra e viene sostituito da Luigi Bobba, che diventa presidente nazionale il 29 novembre. Bobba è il primo presidente aclista che rappresenta la generazione che si è formata nella stagione post-ideologica dei movimenti e delle associazioni. Aveva infatti solo 15 anni quando le Acli facevano la scelta più sofferta di tutta la loro storia ed è stato tra i più convinti sostenitori della pacificazione con la gerarchia della Chiesa e della rigenerazione, anche spirituale, del movimento aclista. Bobba rilancia immediatamente gli incontri nazionali di studio e decide di scegliere come sede di nuovo la città di Vallombrosa per “tornare a pensare” già a partire dal 1999. Il XXI congresso nazionale dell'associazione, dal titolo “Osare il futuro nella nuova Europa. Lavoro e solidarietà: radici dell'economia civile” si svolge simbolicamente nella “capitale” dell'Unione europea, Bruxelles, dal 30 marzo al 2 aprile del 2000. Nella fase precongressuale le Acli indicano a sé stesse l'obiettivo di “ricomporre e rilanciare l'identità originaria che individuava il mestiere delle Acli nel trinomio “fare formazione; promuovere azione sociale; organizzare servizi” e nella riaffermazione di una forte identità di fede cristiana vissuta.” Nel corso di questo congresso Bobba lancia una quarta fedeltà, oltre alle tre tradizionali: la fedeltà “al futuro”, che diventerà un altro leitmotiv della storia recente del movimento.
Il programma della presidenza Bobba è articolato su cinque linee progettuali che impegneranno, negli anni seguenti, tutto il movimento: il lavoro; il welfare; la pace – la cooperazione – l'immigrazione; la rete europea; la globalizzazione della solidarietà. A questi obiettivi si aggiunge la realizzazione della Carta dei servizi e delle imprese e di una Scuola nazionale di formazione per i quadri dirigenti. Durante la presidenza Bobba sono numerosi i progetti di rilievo che vengono proposti. Tra essi, il “Manifesto sulla flessibilità sostenibile” per combattere l'assenza di ammortizzatori sociali in un lavoro reso sempre più precario, nel 2002; il manifesto per un “nuovo welfare portatile”; l'Agenda del lavoro per l'Italia, nel 2003; il “Progetto parrocchie”, per creare nuovi legami tra le comunità ecclesiali di base e le migliaia di circoli delle Acli sparsi per tutto il Paese, nel 2003 e nel 2004. Da non dimenticare anche “Una speranza per il Mozambico” che vede le Acli impegnate nella costruzione di una scuola di formazione professionale nella poverissima città di Inhassoro, grazie anche all'impegno dell'Enaip. All'inaugurazione della scuola, il 3 maggio 2004 il vescovo della diocesi di Inhambane, Alberto Setele, afferma che «le Acli hanno fatto non una scuoletta di Serie B, ma una scuola come la dovessero costruire per i loro figli».

### Il 60º anniversario
Tra il 2005 e il 2006 le Acli festeggiano i loro sessant'anni. Papa Benedetto XVI, nel corso di un'udienza concessa ai dirigenti del movimento il 27 gennaio 2006 parla così ai dirigenti delle Acli: «Cari amici, il filo conduttore della celebrazione dei vostri 60 anni è stato quello di reinterpretare queste storiche “fedeltà” valorizzando la quarta consegna con cui il venerato Giovanni Paolo II vi ha esortato ad allargare i confini della vostra azione sociale. Tale impegno per il futuro dell'umanità sia sempre animato dalla speranza cristiana».
Nella primavera del 2006 anche Bobba lascia le Acli per candidarsi alle elezioni per il Parlamento Italiano, dove viene eletto Senatore della Repubblica. Al suo posto il consiglio nazionale delle Acli elegge Andrea Olivero, un trentaseienne che lancia, nel suo discorso di insediamento alcune parole chiave, tra cui passione, autonomia nei rapporti con la politica, pluralismo rispettoso della dignità di ciascuno, impegno personale e comunitario, visione di futuro. Il 15 ottobre 2007 viene convocato il XXIII congresso nazionale, che si terrà a Roma dal 3 al 6 aprile 2008, sotto il titolo “Migrare dal Novecento. Abitare il presente. Servire il futuro. Le Acli nel XXI secolo”. «Fin dal titolo - spiega il presidente delle Acli Andrea Olivero in un comunicato stampa - chiariamo la nostra volontà di uscire dagli steccati, di avventurarci in strade nuove. Usiamo il verbo “migrare”, perché come migranti sentiamo il desiderio di partire alla ricerca di una terra più ospitale, carichi di speranza ma ugualmente incerti sulla meta, sull'approdo finale e disponibili a cambiare, anche in profondità se necessario. Il nostro non vuol essere certo un esodo né una fuga. Al contrario è un sentirci uniti al destino comune di tutti gli uomini, italiani e stranieri, credenti e non credenti».
Dal gennaio 2013, in seguito alle dimissioni del presidente Olivero candidatosi per il Parlamento nella lista Monti, è presidente Gianni Bottalico che all'atto del suo insediamento ha dichiarato: «staremo anche nella "bufera politica" di questi giorni rivendicando la nostra autonomia ed il nostro pluralismo».

## Presidenti
- 1944-1945: Achille Grandi
- 1945-1954: Ferdinando Storchi
- 1954-1960: Dino Penazzato
- 1960-1961: Ugo Piazzi
- 1961-1969: Livio Labor
- 1969-1972: Emilio Gabaglio
- 1972-1976: Marino Carboni
- 1976-1987: Domenico Rosati
- 1987-1995: Giovanni Bianchi
- 1995-1999: Franco Passuello
- 1999-2006: Luigi Bobba
- 2006-2013: Andrea Olivero
- 2013-2016: Gianni Bottalico
- 2016-2021: Roberto Rossini
- 2021-in carica: Emiliano Manfredonia